# Amblyopsoides obtusa
Amblyopsoides obtusa är en kräftdjursart som beskrevs av O. Tattersall 1955. Amblyopsoides obtusa ingår i släktet Amblyopsoides och familjen Mysidae. Inga underarter finns listade i Catalogue of Life.